# Cewice (gmina)
Pour les articles homonymes, voir Cewice (village).
La gmina de Cewice  est une commune rurale de la voïvodie de Poméranie et du powiat de Lębork. Elle s'étend sur 187,86 km² et comptait 7.531 habitants en 2016. Son siège est le village de Cewice qui se situe à environ 13 kilomètres au sud de Lębork et à 59 kilomètres à l'ouest de Gdańsk, la capitale régionale.

## Villages
La gmina de Cewice comprend les villages et localités de Bukowina, Cewice, Dziechno, Kamieniec, Karwica, Krępkowice, Krępkowo, Łebunia, Lesiaki, Leśnik, Malczyce, Maszewo Lęborskie, Okalice, Oskowo, Osowiec, Osowo Lęborskie, Pieski, Popowo, Roztopczyn, Siemirowice, Święte, Unieszyniec, Unieszynko et Unieszyno.

## Villes et gminy voisines
La gmina de Cewice est voisine de la ville de Lębork et des gminy de Czarna Dąbrówka, Łęczyce, Linia, Nowa Wieś Lęborska, Potęgowo et Sierakowice.